# Yves Giraud
Yves Giraud (* 16. Juni 1937 in Villefranche-sur-Mer; † 1. Mai 2008 in Nizza) war ein französischer Romanist und Literaturwissenschaftler, der in der Schweiz als Hochschullehrer wirkte.

## Leben
Giraud habilitierte sich 1968 bei Claude Pichois an der Universität Basel mit der Arbeit La Fable de Daphné. Essai sur un type de métamorphose végétale dans la littérature et dans les arts jusqu'à la fin du XVIIe siècle (Genf 1968) und war von 1967 bis 2004 Professor für französische Literatur an der Universität Freiburg (Schweiz).

## Weitere Werke
- (Hrsg.) Charles Dassoucy, Les amours d'Apollon et de Daphné. Comédie en musique, Genf 1969
- (Hrsg.) Thomas Corneille, Timocrate. Tragédie, Genf 1970
- (mit Marc-René Jung), La Renaissance I. 1480-1548, Paris 1972 (Littérature française, hrsg. von Claude Pichois, Bd. 3)
- (Hrsg.) Clément Marot, Œuvres poétiques, Paris 1973
- (Hrsg.) Antoine Godeau 1605-1672. De la galanterie à la sainteté. Actes des Journées commémoratives, Grasse, 21-24 avril 1972, Paris 1975
- (Hrsg. mit Georges Couton) Hercule Audiffret, Lettres à Philandre 1637-1638, Fribourg 1975
- (Hrsg.) Les Fantaisies du farceur Tabarin, Paris 1976
- Bibliographie du roman épistolaire en France des origines à 1842, Fribourg 1977; (mit Anne-Marie Clin-Lalande) 2. Auflage u. d. T. Nouvelle bibliographie…, 1995
- (Hrsg.) Charles Sorel, Histoire comique de Francion, Paris 1979
- Suisse galante. L'art d'aimer en Romandie, Fribourg 1979
- (Hrsg.) La Vie théâtrale dans les provinces du Midi. Actes du IIe Colloque de Grasse, 1976, Tübingen/Paris 1980
- (Hrsg.) Scarron, Le Roman comique, Paris 1981, 1994
- (Hrsg.) L'Emblème à la Renaissance. Actes de la [1re] Journée d'études du 10 mai 1980, Paris 1982
- (mit Enea Balmas), De Villon à Ronsard. XVe – XVIe siècles, Paris 1986, 1991, 1997 (Littérature française, hrsg. von Claude Pichois, Bd. 2; u. d. T. Histoire de la littérature française, 1997-1999)
- (Hrsg.) Le Premier livre d'Amadis de Gaule publié sur l’édition originale par Hugues Vaganay, 2 Bde., Paris 1986
- (Hrsg.) Le Paysage à la Renaissance, Fribourg 1988
- (Hrsg.) L'image de la Madeleine du XVe au XIXe siècle. Actes du colloque de Fribourg (31 mai - 2 juin 1990), Fribourg 1996
- (Hrsg.) Contacts culturels et échanges linguistiques au XVIIe siècle en France. Actes du 3e colloque du Centre international de rencontres sur le XVIIe siècle, Université de Fribourg (Suisse), [16-19 mai] 1996, Seattle 1997
- (Hrsg.) Elie Ripon, Voyages et aventures aux Grandes Indes. Journal inédit d'un mercenaire, 1617-1627, Paris 1997
- (Hrsg.) Antoine de Nervèze, Les essais poétiques, Paris, Société des textes français modernes, 1999.
- (Hrsg.) Catherine d’Amboise, Les devotes epistres, Fribourg 2002
- (Hrsg.) Jean-Louis Bridel, Les infortunes du jeune chevalier de La Lande, Genf/Paris 2002
- (Hrsg.) Jacques Cazotte, Le diable amoureux, Paris 2003, 2007
- (Hrsg. mit David Amherdt) Sébastien Castellion, Dialogues sacrés. Premier livre, Genf 2004
- (Hrsg.) Chapelle et Bachaumont, Voyage d'Encausse, Paris 2007